# Cèntul III de Bigorra
Cèntul III (mort en 1178) fou comte de Bigorra de 1163 fins a la seva mort. Era el fill gran de Beatriu II i Pere I i va succeir a la seva mare en Bigorra en la seva mort.
En 1170 es convertí en vassall d'Alfons II d'Aragó a canvi de rebre tota la Val d'Aran. Sota el seu control el moviment comunal es va posar a escombrar Bigorra, però va evitar els enfrontaments violents mitjançant la concessió dels pobles del seu regne de les cartes. La primera patent va ser atorgada a Banhèras de Bigòrra en 1171.

## Matrimoni i fills
El 1155 es va casar amb Matel·la dels Baus (que fou quan va rebre el feu la Vall d'Aran del rei català), filla de Ramon dels Baus senyor dels Baus i d'Estefania de Gavaldà; Matel·la era vídua de Pere III vescomte Bearn, Gabarret, de Gabardà, i de Brulhès. Cèntul III i Matel·la varen deixar una filla, Estefania, que fou comtessa de Bigorra com Beatriu III que es va casar amb Bernat IV de Comenge; va ser comtessa de Bigorra i vescomtessa de Marçan, domini que corresponia a Cèntul per herència del seu pare Pere I de Marsan.